# 다비드 페레르
다비드 페레르 에른(스페인어: David Ferrer Ern, daˈvit feˈreɾ ˈɛɾn; 1982년 4월 2일~)은 스페인의 프로 테니스 선수이다. 2000년에 프로로 데뷔하였으며, 그랜드 슬램 단식 주요 성적은 2013년 프랑스 오픈 준우승, 호주 오픈 및 IUS 오픈에서 각각 2회씩 4강 진출, 윔블던 8강 2회 등 진출이다. 2008, 2009, 2011년 스페인이 데이비스 컵에서 우승할 당시 스페인 대표팀 멤버였다. 가장 최근의 타이틀 기록은 2012년 파리 마스터스 우승이다. 그는 2006년 생애 최초로 세계 랭킹 10위권에 진입하였으며, 생애 최고 랭킹은 2013년 7월 기록한 세계 랭킹 3위이다.